# Cyclassics Hamburg
Cyclassics Hamburg, dawniej EuroEyes Cyclassics, Vattenfall Cyclassics – kolarski wyścig jednodniowy organizowany corocznie od 1996 na trasie wokół Hamburga.
Wyścig odbywa się od 1996, a od 1998 należy do najważniejszych cykli wyścigów kolarskich na świecie – początkowo w ramach Pucharu Świata (1998–2004), a następnie w UCI ProTour (2005–2010) i UCI World Tour (od 2011). W swojej historii, ze względów sponsorskich, kilkukrotnie zmieniał oficjalną nazwę.
Wyścig jest częścią festiwalu kolarstwa, w ramach którego ponad 20 tysięcy amatorów rywalizuje w swoich wyścigach ścigając się częściowo po tej samej trasie, na której później odbywają się zmagania zawodowców.

## Zwycięzcy
Opracowano na podstawie:
| Rok  | Pierwsze             | Drugie               | Trzecie            |          |
| ---- | -------------------- | -------------------- | ------------------ | -------- |
| 1996 | Rossano Brasi        | Bert Dietz           | Steffen Rein       |          |
| 1997 | Jan Ullrich          | Wilfried Peeters     | Jens Heppner       |          |
| 1998 | Léon van Bon         | Michele Bartoli      | Ludo Dierckxsens   |          |
| 1999 | Mirko Celestino      | Raphael Schweda      | Romāns Vainšteins  |          |
| 2000 | Gabriele Missaglia   | Francesco Casagrande | Fabio Baldato      |          |
| 2001 | Erik Zabel           | Romāns Vainšteins    | Erik Dekker        |          |
| 2002 | Johan Museeuw        | Igor Astarloa        | Davide Rebellin    |          |
| 2003 | Paolo Bettini        | Davide Rebellin      | Jan Ullrich        |          |
| 2004 | Stuart O’Grady       | Paolo Bettini        | Igor Astarloa      |          |
| 2005 | Filippo Pozzato      | Luca Paolini         | Allan Davis        |          |
| 2006 | Óscar Freire         | Erik Zabel           | Filippo Pozzato    |          |
| 2007 | Alessandro Ballan    | Óscar Freire         | Gerald Ciolek      |          |
| 2008 | Robbie McEwen        | Mark Renshaw         | Allan Davis        |          |
| 2009 | Tyler Farrar         | Matti Breschel       | Gerald Ciolek      |          |
| 2010 | Tyler Farrar         | Edvald Boasson Hagen | André Greipel      |          |
| 2011 | Edvald Boasson Hagen | Gerald Ciolek        | Borut Božič        |          |
| 2012 | Arnaud Démare        | André Greipel        | Giacomo Nizzolo    |          |
| 2013 | John Degenkolb       | André Greipel        | Alexander Kristoff |          |
| 2014 | Alexander Kristoff   | Giacomo Nizzolo      | Simon Gerrans      |          |
| 2015 | André Greipel        | Alexander Kristoff   | Giacomo Nizzolo    |          |
| 2016 | Caleb Ewan           | John Degenkolb       | Giacomo Nizzolo    |          |
| 2017 | Elia Viviani         | Arnaud Démare        | Dylan Groenewegen  |          |
| 2018 | Elia Viviani         | Arnaud Démare        | Alexander Kristoff |          |
| 2019 | Elia Viviani         | Caleb Ewan           | Giacomo Nizzolo    |          |
| 2020 | odwołany             | odwołany             | odwołany           | odwołany |
| 2021 | odwołany             | odwołany             | odwołany           | odwołany |
| 2022 | Marco Haller         | Wout van Aert        | Quinten Hermans    |          |
| 2023 | Mads Pedersen        | Danny van Poppel     | Elia Viviani       |          |
| 2024 | Olav Kooij           | Jonathan Milan       | Biniam Girmay      |          |
| 2025 | Rory Townsend        | Arnaud De Lie        | Paul Magnier       |          |